# Piscataquis County
Piscataquis County is een county in de Amerikaanse staat Maine.
De county heeft een landoppervlakte van 10.272 km² en telt 17.235 inwoners (volkstelling 2000). De hoofdplaats is Dover-Foxcroft.